# Новониколаевский сельсовет (Купинский район)
Новониколаевский сельсовет — сельское поселение в Купинском районе Новосибирской области Российской Федерации.
Административный центр — деревня Новониколаевка.

## История
Статус и границы сельского поселения установлены Законом Новосибирской области от 2 июня 2004 года № 200-ОЗ «О статусе и границах муниципальных образований Новосибирской области»

## Население
| 2002 | 2010 | 2012 | 2013 | 2014 | 2015 | 2016 |
| ---- | ---- | ---- | ---- | ---- | ---- | ---- |
| 1308 | ↘970 | ↘931 | ↘890 | ↘880 | →880 | ↗883 |
| 2017 | 2018 | 2019 | 2020 | 2021 |      |      |
| ↘880 | ↘870 | ↘865 | ↘837 | ↘831 |      |      |

## Состав сельского поселения
| № | Населённый пункт | Тип населённого пункта          | Население |
| - | ---------------- | ------------------------------- | --------- |
| 1 | Басково          | село                            | ↘125      |
| 2 | Искра            | деревня                         | ↗62       |
| 3 | Красный Хутор    | деревня                         | ↘47       |
| 4 | Новониколаевка   | деревня, административный центр | ↘446      |
| 5 | Новорозино       | село                            | ↘290      |